# راماز خارشیلادزه
راماز خارشیلادزه (انگلیسی: Ramaz Kharshiladze; ۱۶ ژانویهٔ ۱۹۵۱ – ۱۳ سپتامبر ۲۰۱۷) جودوکار گرجی‌تبار اهل شوروی بود.